# Ludność Lublina

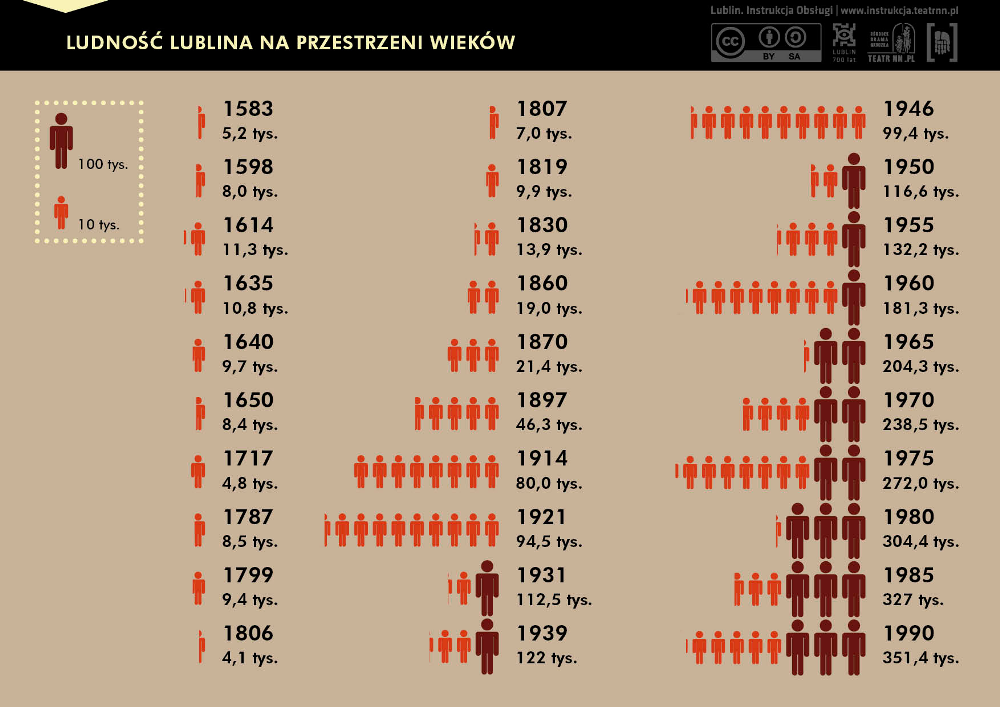
Infografika z wykresem ludności Lublina na przestrzeni wieków

Ludność Lublina w toku dziejów była zmienna zarówno co do liczby, jak i struktury (np. zróżnicowania etnicznego). Dla niektórych okresów dane na temat ludności Lublina podane są wprost (w rocznikach statystycznych), dla innych – ze względu na brak takich informacji – stosuje się różnorodne metody szacowania danych.

## Liczba ludności

### Rozkwit, ruina i odbudowa
| - 1317 – 1000 - 1399 – ok. 2000–3000 - 1583 – 5175 - 1598 – 8000 - 1616 – 11300 - 1623 – 8400 - 1627 – 10275 - 1635 – 10875 - 1640 – 9725 - 1650 – 8425 - 1673 – 4718 - 1787 – 8550 - 1799 – 9433 - 1806 – 4105 - 1810 – 7105 |

### Okres rozwoju
| - 1820 – 10 937 - 1825 – 13 159 - 1827 – 13 475 - 1830 – 13 894 - 1847 – 15 550 - 1857 – 15 629 - 1859 – 18 759 - 1870 – 21 346 - 1875 – 27 545 - 1880 – 32 786 - 1885 – 38 816 (w tym 7 568 Żydów) - 1890 – 52 065 - 1895 – 48 157 - 1897 – 46 301 (w tym 8 017 Żydów) - 1900 – 57 237 - 1905 – 60 043 - 1910 – 65 870 - 1913 – 80 060 (76,1 tys. mieszkańców miasta i 23 tys. mieszkańców przedmieść) - 1914 – 76 600 - 1916 – 81 198 - 1918 – 81 200 (w tym 14 761 Żydów) - 1919 – 81 198 - 1920 – 86 700 - 1921 – 94 553 - 1922 – 96 700 - 1923 – 98 900 - 1924 – 101 250 - 1925 – 103 206 - 1926 – 108 500 - 1927 – 111 600 (w tym 21 569 Żydów) - 1928 – 114 042 - 1929 – 116 314 - 1930 – 119 200 - 1931 – 112 285 / 112 539 - 1932 – 117 000 - 1933 – 115 082 (w tym 34 844 Żydów) - 1934 – 115 279 - 1935 – 114 316 - 1936 – 114 518 - 1937 – 116 356 - 1938 – 120 000 / 119 716 - 1939 – 125 019/127 019 (w tym 42 686 Żydów) - 1940 – 131 882 - 1941 – 136 988 (w tym 64 592 Żydów) - 1942 – 121 206 - 1943 – 122 008 - 1944 (lipiec) – 70 000 |

### Od 1944

#### XX wiek
- 1944 (listopad) – 91 000[18]
- 1945 – 113 974[13]
- 1946 – 98 400 (spis powszechny)[10][13]
- 1950 – 116 629 (spis powszechny)[10][13]
- 1951 – 118 948[13]
- 1952 – 120 493[13]
- 1953 – 124 058[13]
- 1954 – 125 859[13]
- 1955 – 132 238[13]
- 1956 – 142 406[13]
- 1957 – 146 944[13]
- 1958 – 154 840[13]
- 1959 – 174 800[13]
- 1960 – 183 400 (spis powszechny)[13]
- 1961 – 188 400[13]
- 1962 – 192 550[13]
- 1963 – 197 124[13]
- 1964 – 200 969[13]
- 1965 – 204 296[13]
- 1966 – 207 900
- 1967 – 231 500
- 1968 – 236 700
- 1969 – 241 700
- 1970 – 238 500 (spis powszechny)
- 1971 – 241 899
- 1972 – 249 000
- 1973 – 256 500
- 1974 – 263 973
- 1975 – 271 955
- 1976 – 281 900
- 1977 – 291 900
- 1978 – 290 900 (spis powszechny)
- 1979 – 297 600
- 1980 – 304 424
- 1981 – 308 805
- 1982 – 314 737
- 1983 – 320 226
- 1984 – 324 154
- 1985 – 326 991
- 1986 – 329 703
- 1987 – 333 005
- 1988 – 340 257 (spis powszechny)
- 1989 – 349 672
- 1990 – 351 353
- 1991 – 352 456
- 1992 – 350 377
- 1993 – 351 646
- 1994 – 352 521
- 1995 – 354 552
- 1996 – 355 415
- 1997 – 356 010
- 1998 – 356 251
- 1999 – 359 154
- 2000 – 358 933

#### XXI wiek
| - 2001 – 357 156 - 2002 – 358 354 (spis powszechny) - 2003 – 356 563 - 2004 – 355 998 - 2005 – 354 967 - 2006 – 353 483 - 2007 – 351 806 - 2008 – 350 462 - 2009 – 349 440 - 2010 – 348 450 - 2011 – 348 567 - 2012 – 347 678 - 2014 – 343 114 - 2015 – 335 132 - 2016 – 340 466 - 2017 – 339 850 - 2018 – 339 682 - 2019 – 339 784 - 2020 – 335 114 - 2021 – 332 852 - 2022 – 331 243 - 2023 – 329 565 |

## Struktura ludności

### Od 1944
W 2016 liczba osób zameldowanych na pobyt stały i czasowy wynosiła ok. 355 tys. W tym czasie liczba niezameldowanych studentów wynosiła ok. 80 tys. (w tym 4,5 tys. obcokrajowców).
W lutym 2016 średnia gęstość zaludnienia wynosiła ok. 2270 osób na 1 km².